# Самосуд Самуїл Абрамович
Самуїл Абрамович Самосуд (14 травня 1884, Тіфліс — 6 листопада 1964, Москва) — російський радянський диригент, народний артист СРСР (1937), лауреат трьох Сталінських премій (1941, 1947, 1952).

## Біографія
Закінчив Тіфліську консерваторію по класу віолончелі, грав у різних оркестрах. Пізніше вчився у Празі у Г. Вігана та в Парижі у П. Казальса і в «Скола канторум».
Як диригент дебютував 1917 року, протягом двох років працював в петроградському театрі опери й балету, потім був головним диригентом і художнім керівником ленінградського Малого оперного театру, з 1929 також викладав диригування в Ленінградській консерваторії (з 1934 — професор). У 1936 роках був викликаний у Москву, де очолив Великий театр (до 1943). В 1943—1950 — головний диригент музичного театру ім. Станіславського й Немировича-Данченко, керував також оркестром Московської філармонії (1950—1957), симфонічним оркестром Міністерства культури СРСР (1957—1964).

## Творчість
Самосуд відігравав важливу роль у музичному житті СРСР. Під його керуванням відбулися перші постановки опер радянських композиторів, серед яких — «Ніс» (1930) і «Леді Макбет Мценського повіту» (1934) Шостаковича, «Війна і мир» С. Прокоф'єва (1946, в скороченому варіанті) та інші.
Самосуд також був засновником і першим художнім керівником симфонічного оркестру Всесоюзного радіо (1953—1957) і оперно-симфонічного оркестру Всесоюзного радіо й телебачення (з 1957).

## Звання і нагороди
- Народний артист СРСР (1937)
- Сталінська премія другого ступеню (1941); за постановку оперного спектаклю «Іван Сусанін» М. І. Глінки
- Сталінська премія першого ступеню (1947); за постановку оперного спектаклю «Війна і мир» С. С. Прокоф'єва
- Сталінська премія другого ступеню (1952); за постановку оперного спектаклю «Сім'я Тараса» Д. Б. Кабалевського
- Орден Леніна
- 2 інших ордена, медалі